# Kísérlet (büntetőjog)
Kísérlet, büntetőjogi fogalom. A befejezett szándékos bűncselekmény megvalósulásának korai stádiuma.

## Fogalma
A befejezett szándékos bűncselekmény a befejezettség szakasza előtt áthalad, illetve áthaladhat különböző megvalósulási szakaszokon.
Ilyenek az előkészület, és a kísérlet.
Kísérlet esetén a büntető törvényben meghatározott tényállás megvalósulása (az ún. tényállásszerűség) hiányos. Annak egy vagy több eleme nem valósul meg. A magyar Btk. általános részének megfogalmazása szerint: 
10. § (1) Kísérlet miatt büntetendő, aki a szándékos bűncselekmény elkövetését megkezdi, de nem fejezi be.
(2) A kísérletre a befejezett bűncselekmény büntetési tételét kell alkalmazni.
(3) A büntetést korlátlanul enyhíteni vagy mellőzni is lehet, ha a kísérletet alkalmatlan tárgyon, alkalmatlan eszközzel vagy alkalmatlan módon követik el.
(4) Nem büntethető kísérlet miatt,
a) akinek önkéntes elállása folytán marad el a bűncselekmény befejezése, vagy
b) aki az eredmény bekövetkezését önként elhárítja.
(5) Ha a (4) bekezdésben meghatározott esetben a kísérlet már önmagában is megvalósít más bűncselekményt, az elkövető e bűncselekmény miatt büntethető.
Annak ellenére hogy a tényállásszerűség hiányos, a kísérlet is bűncselekmény.
 Alkalmatlan tárgy: Nem alkalmas arra, hogy rajta vagy vele kapcsolatban bűncselekményt valósítsanak meg. Pl.: zsebtolvaj üres zsebbe nyúl
 Alkalmatlan eszköz: Mely az adott körülmények közt, az adott feltételek mellett, az adott módszert alkalmazva nem alkalmas a kívánt eredmény megvalósítására.

## Külső hivatkozások
- Attempted Murder - Kísérlet